# Десантно-вертолётные корабли-доки типа «Эндуранс»
«Эндуранс» — тип десантно-вертолётных кораблей-доков (LPD) ВМС Сингапура, самые крупные военные корабли этой страны. Спроектированы и построены компанией «Сингапур Текнолоджис» (ST) с целью замены устаревших танкодесантных кораблей типа «Каунти» (LST). Четыре корабля типа «Эндуранс» образуют 191-й эскадру ВМС Сингапура.

## Планирование и разработка
О намерении закупить корабли нового типа объявил бывший министр обороны Сингапура Тони Тан во время своего визита на военно-морскую базу Туас 3 августа 1996 года. Эти корабли должны были заменить пять кораблей типа «Каунти», проданные Сингапуру ВМС США в 1970-х годах. Государственный контракт на проектирование и строительство четырёх кораблей получил Корпус морской пехоты Сингапура — это было важное событие для местного военного ведомства и судостроительной промышленности с учётом масштаба и продолжительности программы.
Строительство головного корабля началось в начале 1997 года, закладка состоялась на верфи Бенуа 27 марта 1997 года.
| Название                         | Бортовой номер | Спущен     | В строю    |
| -------------------------------- | -------------- | ---------- | ---------- |
| RSS Endurance                    | 207            | 14.03.1998 | 18.03.2000 |
| RSS Resolution                   | 208            | 01.08.1998 | 18.03.2000 |
| RSS Persistence                  | 209            | 13.03.1999 | 07.04.2001 |
| RSS Endeavour                    | 210            | 12.02.2000 | 07.04.2001 |
| HTMS Angthong (для ВМС Таиланда) | LPD-791        | 21.03.2011 | 19.04.2012 |

## Проектирование и строительство

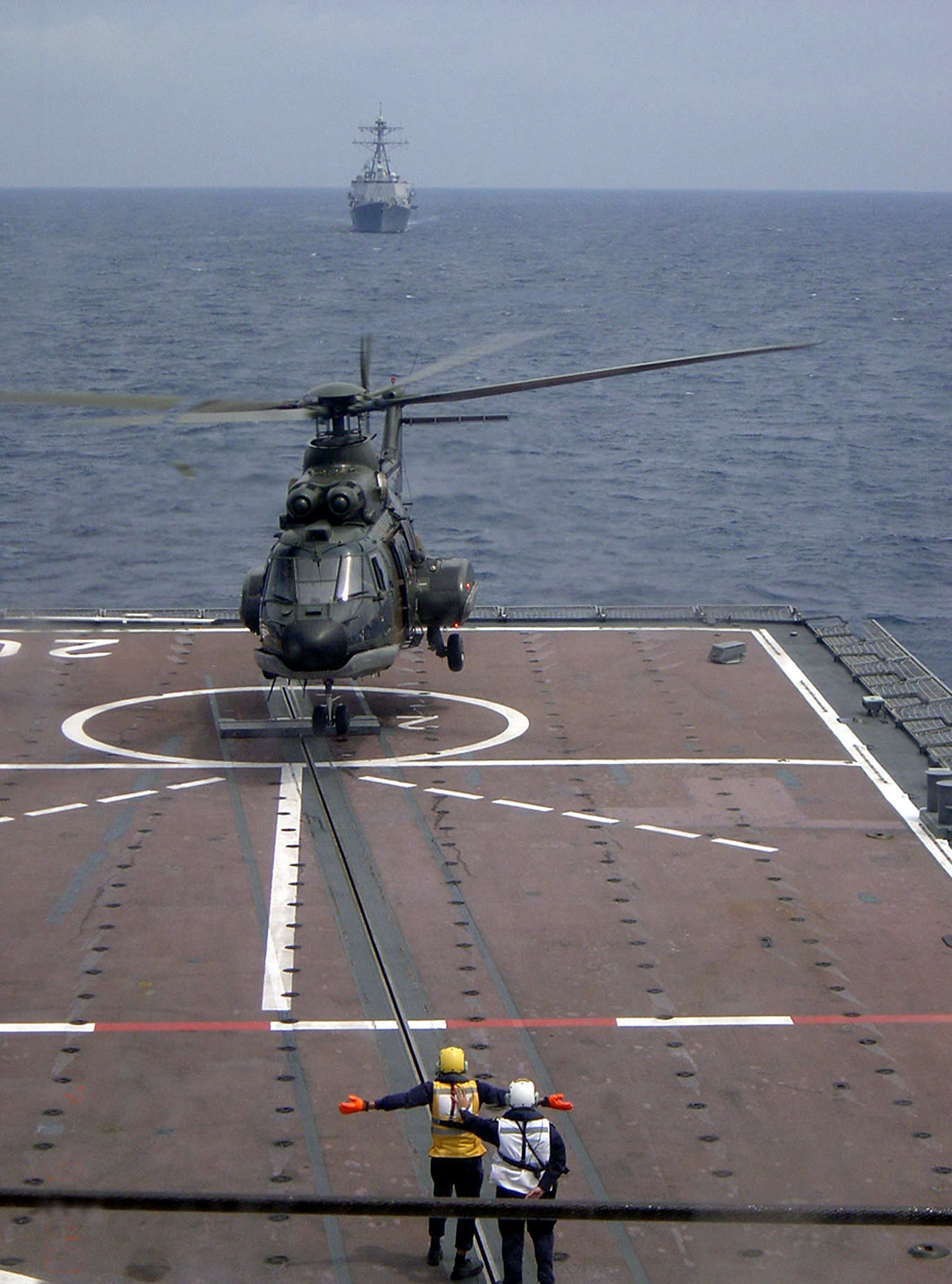
Вертолёт «Супер Пума» ВВС Сингапура взлетает с полетной палубы ДВКД «Резолюшн».

Корабли типа «Эндуранс» на 40 % больше, чем корабли типа «Каунти», и имеют почти вдвое большую скорость. Каждый корабль оснащен доком, который может вместить до четырёх десантных катеров, а также полетной палубой на два средних транспортных вертолёта.
Хотя сингапурские военные классифицируют корабль как LST, им не хватает возможностей по причаливанию к необорудованному берегу, поэтому корабли типа «Эндуранс» с их доковой камерой и полётной палубой — это скорее десантно-вертолётные корабли-доки. Термин «многоцелевой корабль поддержки» ближе к цели его использования, с учётом того, что ВМС Сингапура являются небольшими военно-морскими силами, действующими в первую очередь в прибрежных водах.
Корабли типа «Эндуранс» ориентированы на высокую степень автоматизации. «Эндуранс» — первый в мире корабль, использующий электронные навигационные карты с электронно-картографической навигационно-информационной системой (ECDIS), который совершил кругосветное путешествие. Интегрированная система мостика позволяет оператору получить доступ к навигационной и коммуникационной системе ECDIS и другим жизненно важным системам, необходимым для эффективного управления кораблём, в то время как система контроля, мониторинга и управления отвечает за работу большинства бортовых систем. Корабли также оснащены интегрированной системой безопасности полётов (ASIST), которая помогает в посадке, фиксации, маневрировании и прохождении вертолётов и устраняет необходимость в ручной фиксации вертолёта при приземлении. В результате высокой степени автоматизации экипаж сокращён до 65 человек.

### Дальнейшее развитие
В 2014 году на Авиашоу Сингапура была показана модель десантного вертолётоносного корабля-дока «Эндуранс-160». Он представлял собой удлинённую версию"Эндуранс-140" со сквозной полётной палубой. Министерство обороны не смогло ни подтвердить, ни опровергнуть информацию, что планируется постройка такого корабля. Есть предположение, что такой вертолётоносец может быть использован в качестве легкого авианосца с учётом того, что Сингапур подтвердил заинтересованность в приобретении американских самолётов F-35, в частности, варианта F-35В с коротким взлетом и вертикальной посадкой (STOVL). Лёгкий авианосец был бы чрезвычайно удобен стране для поддержания морских путей сообщения в Малаккском проливе, особенно в условиях, когда Сингапур уменьшает количество авиабаз с трех до одного. F-35В требует как минимум 168 м ВПП для взлета, что делает его полезным на небольших аэродромах на суше и на кораблях в море. Недостатком такого подхода является на 25 % большие стоимость закупки и эксплуатационные расходы истребителя F-35В по сравнению с самолётами горизонтального взлёта и посадки и большее потребление топлива, необходимое для вертикального взлета. Конструкция корабля должна быть значительно изменена для обеспечения большего пространства для работы и хранения самолётов, более мощных самолётоподъёмников и трамплина. Поскольку в настоящее время идёт программа модернизации подводных лодок, литторальных кораблей и самолётов Ф-16, закупка F-35B и строительство лёгкого авианосца начнётся не ранее 2021 года.

## История службы

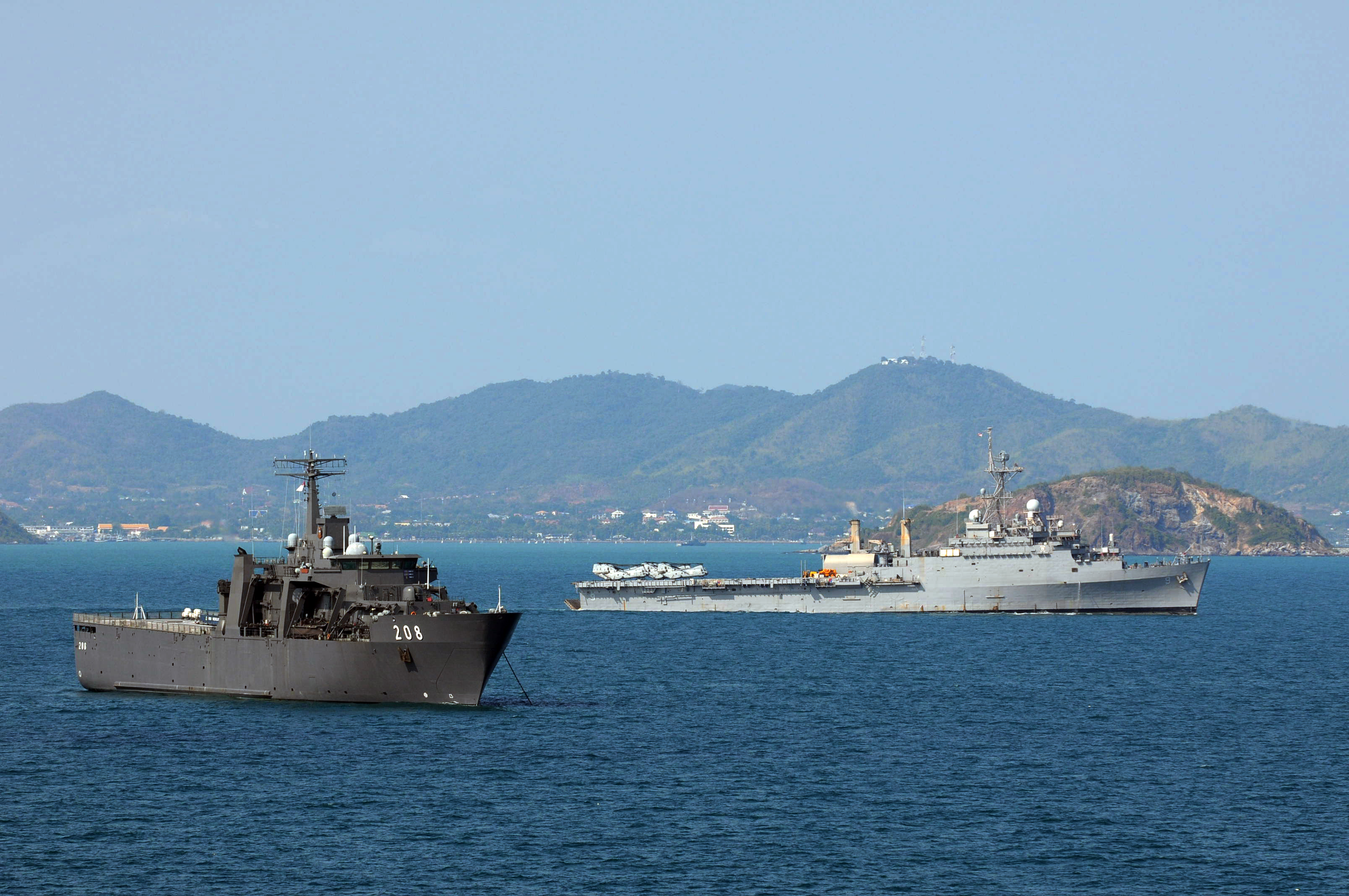
ДВКД «Эндуранс» на якоре в Сиамском заливе вместе с LPD-9 «Денвер» ВМС США во время учений «Кобра голд»-2011

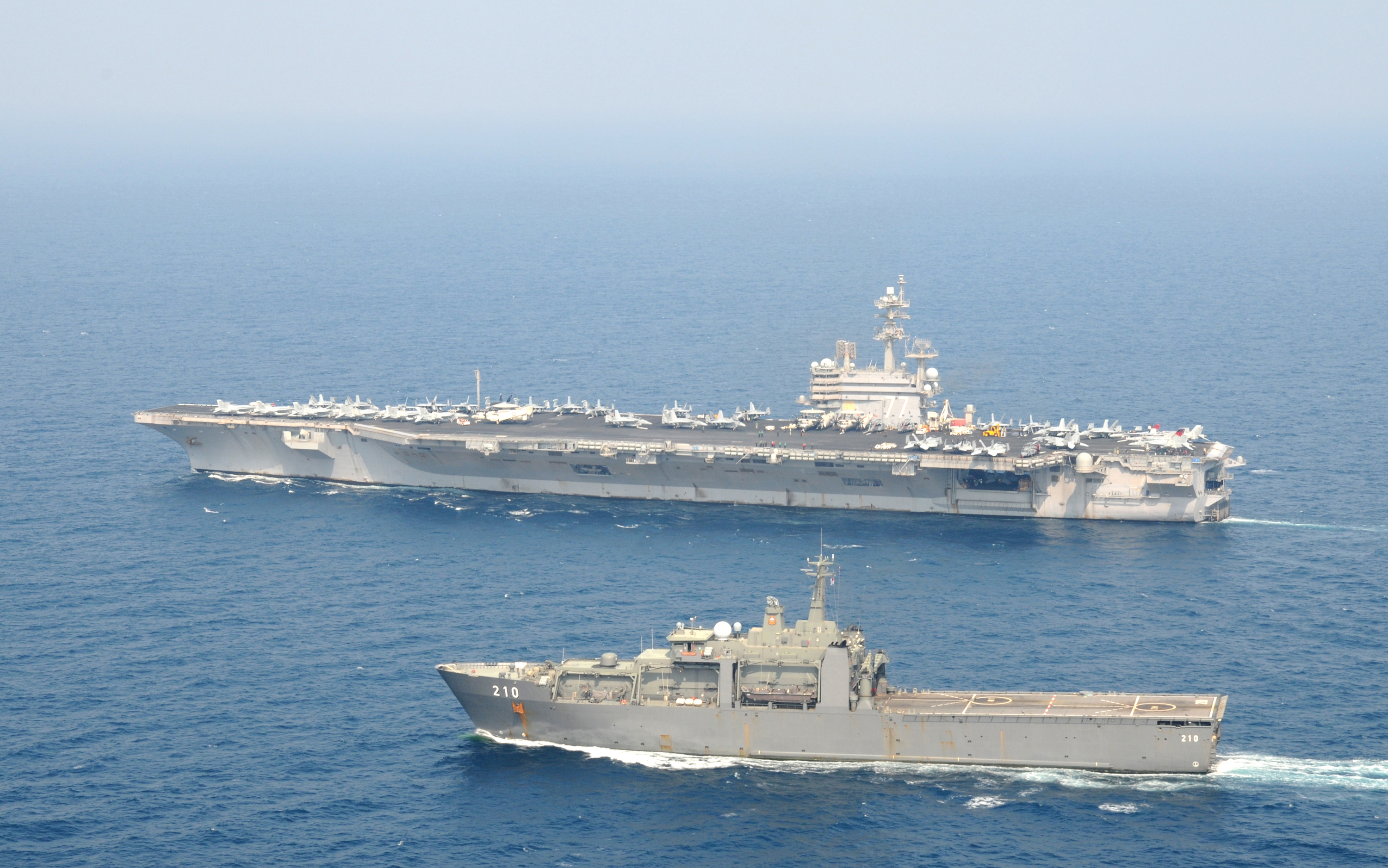
Авианосец USS George H. W. Bush в сопровождении ДВКД «Эндевор» в Аденском заливе.

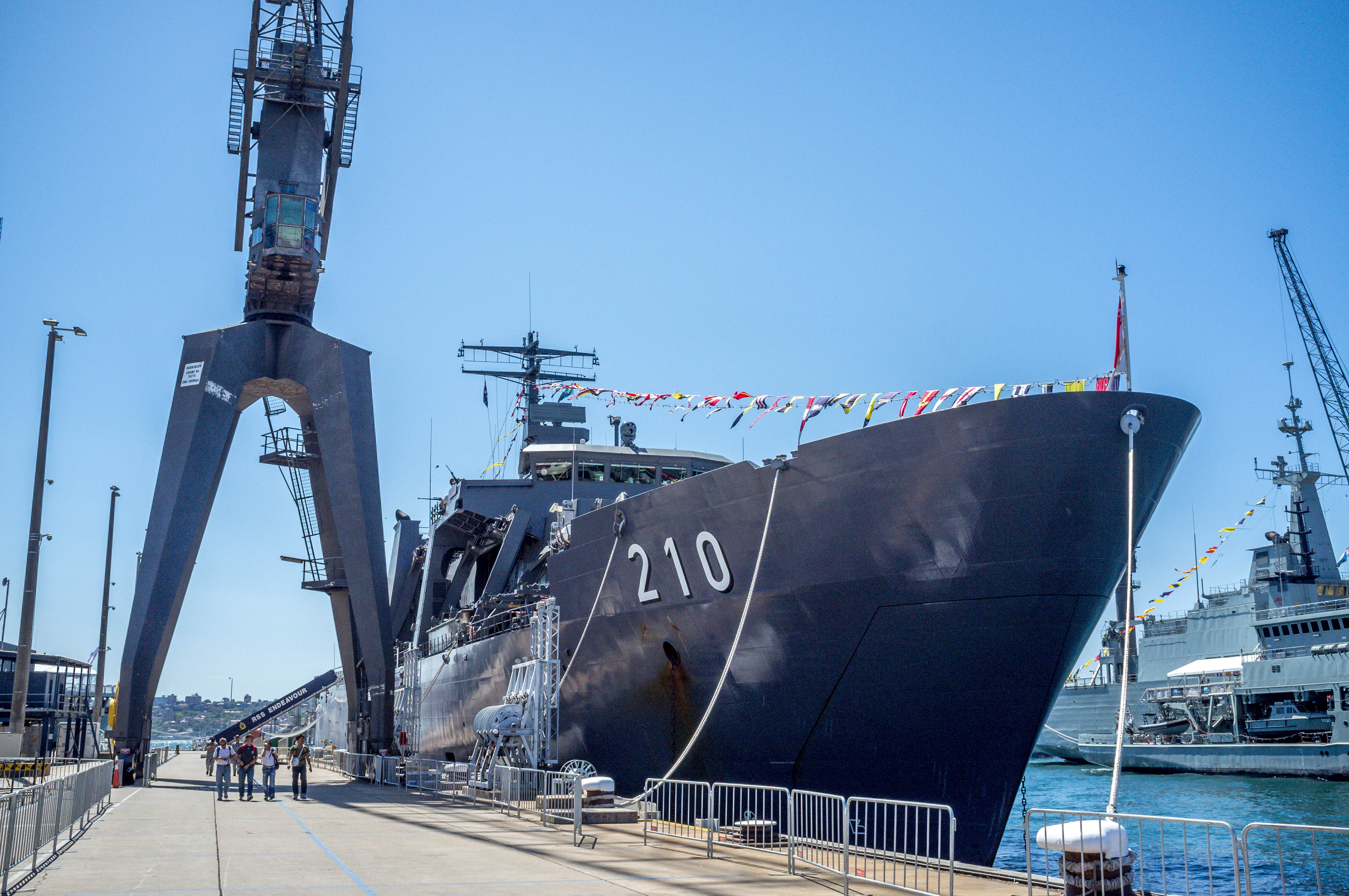
ДВКД «Эндевор» на Гарден-Айленд во время International Fleet Review 2013

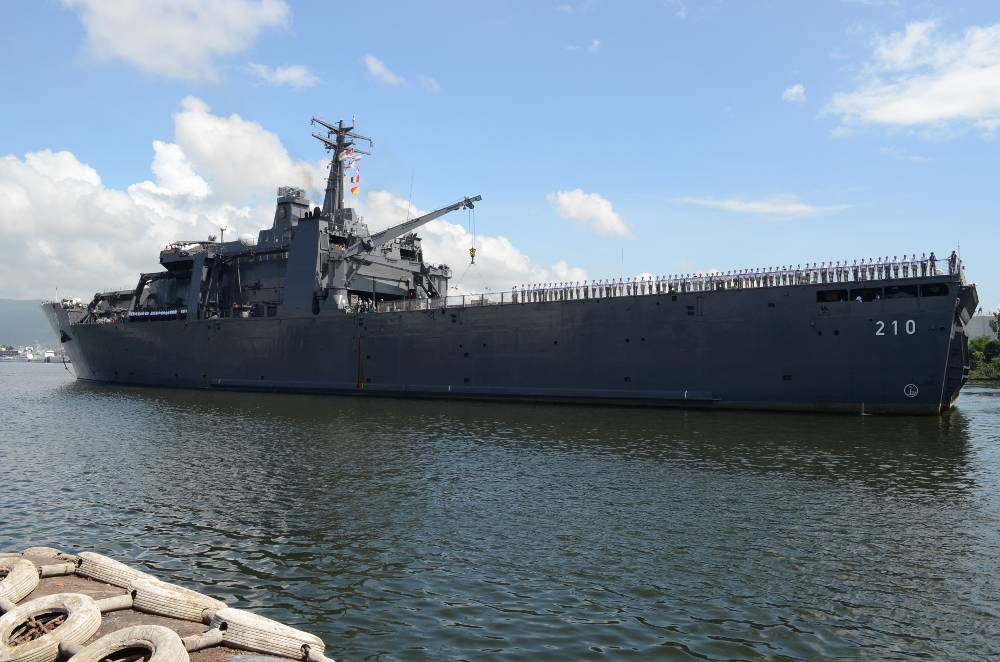
ДВКД «Эндевор»"в Вишакхапатнаме

Корабли обеспечивали транспортировку по морю персонала и оборудования сингапурских Вооруженных Сил во время международных учений, а также в качестве учебной платформы для мичманов ВМС Сингапура. "Эндуранс"стал первым кораблём ВМС Сингапура, совершившим кругосветное путешествие. Это произошло во время его участия в 6-м Международном военно-морской параде в Нью-Йорке, при этом он прошёл через Панамский и Суэцкий канал.
Корабли принимают активное участие в различных международных ежегодных учениях. «Резолюшен» успешно провёл стрельбу зенитной ракетой Мистраль во время учений Exercise Cooperation Afloat Readiness and Training 2000, ежегодных совместных военно-морских учениях ВМС США и Сингапура. «Персистенс» выступал в качестве плавучих апартаментов для персонала, участвующего в учениях Exercise Sea Sabre in 2004 в рамках Инициативы по запрещению распространения оружия массового поражения.
Корабли принимают активное участие в международных миротворческих усилиях. В рамках помощи Сингапура в восстановление Ираке, «Эндуранс» в октябре 2003 года на двухмесячный срок был отправлен в Персидский залив.
«Резолюшен» последовал за ним в ноябре 2004 года, а «Эндевор» — в феврале 2006 года.
Корабли участвовали в логистических операциях, таких как снабжение военных кораблей в Персидском заливе, и в патрулирование для обеспечения морского присутствия. Они также служили в качестве базы для вертолётов стран коалиции, участвующих в досмотре судов, покидающих Ирак. Во время последнего развертывания «Резолюшен» поддерживал корабли коалиции и иракских ВМС, охраняющих иракские нефтяные платформы. На 1 сентября 2007 года, «Персистенс» стал четвёртым кораблём, развёрнутым в Персидском заливе для поддержки многонациональных усилий по восстановлению Ирака.
«Резолюшен» впоследствии участвовал в пятом выдвижении ВМС Сингапура в Персидский залив 30 августа 2008 года.
Корабли были также участвует в различных гуманитарных операциях, таких как устранение последствий цунами в индонезийской провинции Ачех (провинция) в 2004 году. В течение нескольких дней после катастрофы, «Эндуранс» отплыл в провинцию Ачех для доставки чрезвычайной помощи и медицинского персонала для помощи в спасательных операциях. 4 января 2005 года к нему присоединился «Персистенс», а 16 января — «Эндевор». «Персистенс» позже участвовал в поиске потерпевшего аварию индонезийского самолётаAirAsia рейс 8501.
12 февраля 2009 года министр обороны Тео Чи Хин объявил о том, что «Персистент» в течение трёх месяцев 2009 года будет вместе с другими кораблями осуществлять патрулирование у берегов Сомали. В составе ЛСТ с двумя супер вертолётов «Пума», на борту, Сингапур Вооруженных Сил целевая группа проводит ежедневный вертолёт наблюдения рейсы и секторе патрулирования по сдерживанию и пресечению пиратской деятельности. Корабль работал с многонациональной объединённой оперативно-тактической группы 151 по защите судоходства в Аденском заливе. С тех пор два дополнительных САФ задания групп были направлены в Аденский залив, выносливость с июня по октябрь 2010 года и Индевор с августа 2011 года.

## Экспорт

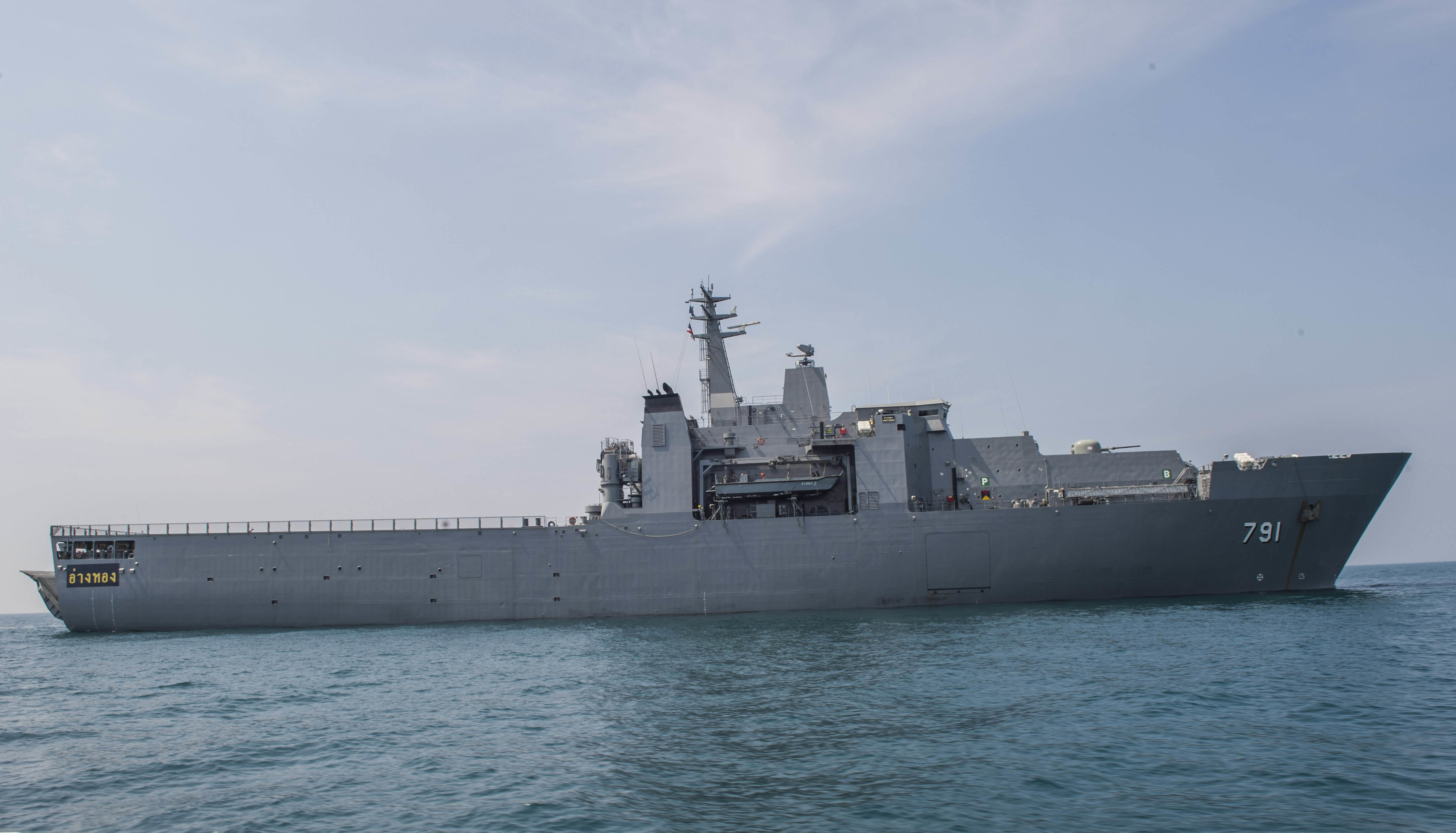
ДВКД «Ангтхонг» (LPD 791) ВМС Таиланда на учениях Cobra Gold 2016.

11 ноября 2008 года был подписан контракт 200 млн сингапурских долларов между компанией ST Marine и Таиландом на поставку одного ДВКД типа «Эндуранс» со штатными десантными катерами. Полиция будет использовать Терма серии C, которая включает в себя S-Flex боевые системы управления, с-РЛС-люкс, который включает в себя Scanter 4100 РЛС и НРЗ, и C-пожарной системой управления огнём.
21 марта 2011 года новый корабль окрестили «Ангтхонг» (номер вымпела 791) и был выведен из СТ морской верфи женой адмирала Khamthorn Pumhiran, командующего ВМС Таиланда (РТН). Поставка корабля была завершена 19 апреля 2012 года.

## Сопоставимые корабли
- Остин классе
- Макассар класс
- Сан-Джорджо класс
- Сан-Антонио класса
- Тип-071 (Yuzhao) класс

### Цитаты
1. ↑  Characteristics of the Endurance class LST. MINDEF. Дата обращения: 26 сентября 2004. Архивировано 11 марта 2007 года.
2. ↑  International Dimension. United Kingdom Hydrographic Office. Дата обращения: 21 апреля 2007. Архивировано 28 сентября 2007 года.
3. ↑  DSTA equips RSN with technologically advanced Landing Ship Tanks. DSTA. Дата обращения: 21 апреля 2007. Архивировано 23 октября 2007 года.
4. ↑  Factsheet – New Landing Ship Tank. MINDEF. Дата обращения: 21 апреля 2007. Архивировано 26 октября 2007 года.
5. ↑  Endurance 160 LHD. Дата обращения: 5 октября 2018. Архивировано 23 октября 2015 года.
6. ↑  Is a Light Carrier in Singapore’s Future? (недоступная ссылка) — Defensenews.com, 1 March 2014
7. ↑  Speech by Dr Tony Tan Keng Yam, Deputy Prime Minister & Minister for Defence, on the Occasion of the Commissioning Ceremony for the RSN Landing Ship Tank, RSS Endurance & RSS Resolution Held on Saturday, 18 March 2000 at 10:00 AM at Tuas Naval Base. MINDEF. Дата обращения: 17 октября 2006. Архивировано 11 марта 2007 года.
8. ↑  Landing Ship Tanks. National Library Board. Дата обращения: 21 апреля 2007. Архивировано из оригинала 12 июня 2007 года.
9. ↑  Sea Sabre. Global Security. Дата обращения: 21 апреля 2007. Архивировано 22 апреля 2007 года.
10. ↑  SAF Deploys LST and C-130 to Assist in Reconstruction of Iraq. MINDEF. Дата обращения: 21 апреля 2007. Архивировано из оригинала 29 октября 2007 года.
11. ↑  SAF Landing Ship Tank Deployment to Aid in the Reconstruction of Iraq. MINDEF. Дата обращения: 21 апреля 2007. Архивировано из оригинала 5 августа 2012 года.
12. ↑  SAF Landing Ship Tank Deployment to Aid in the Reconstruction of Iraq. MINDEF. Дата обращения: 21 апреля 2007. Архивировано из оригинала 5 августа 2012 года.
13. ↑  A taste of home after successful Gulf deployment. MINDEF. Дата обращения: 21 апреля 2007. Архивировано из оригинала 28 октября 2007 года.
14. ↑  SAF Landing Ship Tank Deployment to the Gulf. MINDEF. Дата обращения: 1 сентября 2007. Архивировано из оригинала 28 октября 2007 года.
15. ↑  Fifth Deployment of Landing Ship Tank to the Gulf to Support Reconstruction of Iraq. MINDEF. Дата обращения: 25 марта 2009. Архивировано из оригинала 5 августа 2012 года.
16. ↑  2000 – The LSTs of 191 Squadron. MINDEF. Дата обращения: 21 апреля 2007. Архивировано из оригинала 10 марта 2007 года.
17. ↑  Singapore Navy sends 3 vessels to help in QZ8501 search. Mediacorp News Group. Архивировано из оригинала 29 декабря 2014. Дата обращения: 29 декабря 2014.
18. ↑  Singapore to join anti-piracy efforts in Gulf of Aden. Channel NewsAsia. 12 февраля 2009. Архивировано 31 марта 2009. Дата обращения: 5 октября 2018.
19. ↑  Third SAF task group sails for Gulf of Aden. Channel NewsAsia. 22 августа 2011. Архивировано 28 сентября 2011. Дата обращения: 5 октября 2018.